# Dvojzoborožec hnědavý
Dvojzoborožec hnědavý (Buceros hydrocorax) je nejmenším druhem dvojzoborožce. Tento druh se endemicky vyskytujepouze na Filipínách, a to ve stálezelených lesích do nadmořské výšky 2100 m n. m.

## Systematika
Rozlišují se tři poddruhy, jež je možné rozpoznat podle barvy zobáku. Ryze červený zobák má poddruh žijící na ostrovech Luzon a Marinduque (B. h. hydrocorax). K těmto podruhům patří:
- B. h. hydrocorax – rozšířen na ostrovech Luzon a Marinduque (severní Filipíny);
- B. h. mindanensis – Východní Visayské ostrovy (střední Filipíny);
- B. h. semigaleatus – Mindanao a přilehlé ostrovy (jižní Filipíny).

## Popis
Dosahuje délky 60 až 65 cm a to včetně ocasu. Samci jsou větší a těžší, váží 1,3 až 1,8 kg, samice jen do 1,6 kg. Má pestré zbarvení. Zobák má červenou barvu, krk je zrzavý, obličejová maska černá. Většina těla je šedá (křídla), spodní část těla opět zrzavá. Ocas je bílý. Mláďata jsou zpočátku nenápadně zbarvená černobíle.

## Chování
Stejně jako další zoborožci žije v korunách stromů, kde si zajišťuje také rostlinnou potravu (ovoce, semena). Živočišnou potravu v podobě stonožek, kobylek a dalších bezobratlých si obstarává ráno, kdy slétává na zem. Hmyz je schopný chytat za letu.
Tento druh patří k těm, o jejichž životě v přírodě neexistuje velké množství informací. Samice snáší až čtyři vejce, doba inkubace se udává 35 až 40 dní. Podobně jako u příbuzných druhů však dochází k zazdění samice v dutině stromu s ponecháním malého otvoru pro krmení samice a mláďat. Později samice pomáhá s krmením mláďat, stejně jako starší mláďata.

## Chov v zoo
Dvojzoborožec hnědavý je chovaný přibližně v 15 evropských zoo (stav jaro 2019). V rámci Česka se jedná pouze o Zoo Praha. V minulosti tento druh chovaly také Zoo Dvůr Králové a Zoo Liberec.
V Zoo Praha je tento druh chován od roku 2011. Ke konci roku 2018 byla chována čtyři zvířata (dva samci a dvě samice).